# L'Ami retrouvé (film)
Pour le roman original de Fred Uhlman, voir L'Ami retrouvé.
Pour plus de détails, voir Fiche technique et Distribution.
L'Ami retrouvé (titre original : Reunion) est un film franco-germano-britannique, réalisé par Jerry Schatzberg, sorti en 1989 et librement adapté du récit homonyme de Fred Uhlman, paru en 1971.

## Synopsis
En1988, Hans Strau (nommé Hans Schwarz dans le livre), avocat d'affaires new-yorkais, se rend à Stuttgart, ville où il est né et qu'il a quittée en 1932, alors qu'il n'avait que seize ans. Son meilleur ami d'études nommé Conrad suivait avec lui les cours au Karl Alexander Gymnasium. Le comte Konradin Von Lohenburg (nommé Conrad Von Hohenfels dans le livre), était le descendant d'une vieille famille aristocratique. L'arrivée au pouvoir d'Adolf Hitler avait interrompu cette relation. Les parents de Hans étaient juifs, tandis que Conrad sympathisait avec les idées du nouveau pouvoir.
Envoyé en Amérique par ses parents avec son oncle, Hans apprit ensuite leur mort : un suicide par l'ouverture du gaz. En effet, ses parents commençaient à être persécutés et se refusaient à quitter l'Allemagne, leur patrie. Lors de son retour en Allemagne, Hans découvre que la demeure des Lohenburg est devenue un centre des impôts, puis il apprend l'itinéraire tragique de Conrad, impliqué dans le complot contre Hitler et exécuté.

## Fiche technique
- Titre français : L'Ami retrouvé
- Titre original : Reunion
- Réalisation : Jerry Schatzberg
- Scénario : Harold Pinter, d'après le roman homonyme de Fred Uhlman
- Photographie : Bruno de Keyzer
- Cadrage : Philippe Brun
- Montage : Martine Barraqué
- Musique : Philippe Sarde
- Décors : Alexandre Trauner
- Costumes : David Perry
- Production : Anne François pour Films Ariane et Tac Limited, NEF, Film Pr. Und vertriebs CLG. FR3 Films.
- Pays d'origine :  France/ Allemagne de l'Ouest/ Angleterre
- Format : Eastmancolor. 35 mm, 1 : 2,35
- Genre : drame
- Durée : 110 minutes
- Sortie :
  -  France : 17 mai 1989
  -  États-Unis : 15 mars 1991
- Affiche : Jouineau Bourduge (France)

## Distribution
- Jason Robards : Henry Strauss
- Christien Anholt : Hans Strauss
- Samuel West : Konrad von Lohenburg
- Bert Parnaby : docteur Jakob Strauss, le père de Hans
- Barbara Jefford : Mme Strauss, la mère de Hans
- Shabah Ronay : Gertrud, la cousine de Konrad (jeune)
- Dorothea Alexander : Gertrud (âgée)
- Roland Schäffer : le juge Freisler
- Helmut Krauss : le présentateur télé
- Maureen Kerwin : Lisa, fille de Henry
- Jacques Brunet : comte von Lohenburg, le père de Konrad
- Françoise Fabian : comtesse von Lohenburg, la mère de Konrad

## Autour du film
- « C'est en France, grâce à la productrice Anne François, que Jerry Schatzberg trouva avec Reunion (L'Ami retrouvé) un nouveau sujet à sa mesure et son meilleur film depuis Scarecrow (L'Épouvantail). Un beau et court récit de Fred Uhlman, adapté à la fois de manière inventive et elliptique par Harold Pinter [...] qui rajouta un présent à cette histoire : l'Allemagne actuelle que vient visiter un Henry Strauss (Jason Robards) à la recherche de son passé (une amitié qui l'unit lui, jeune juif, à un fils de hobereau qui devient supporter d'Hitler). »[1]
- Harold Pinter admirait la forme du livre tout en étant plus réservé sur les dialogues. En revanche, le cadre historique - l'année 1932 en Allemagne - l'intéressait tout particulièrement. Selon lui, « c'était ce moment précis où le rideau commençait à descendre sur le monde et sur des millions d'hommes qui allaient mourir. »[2]
- Au principe littéraire du récit (Henry - Hans Schwarz chez Fred Uhlman -  évoque ses réminiscences à travers une missive envoyée par le Karl Alexander Gymnasium), Jerry Schatzberg et son scénariste substituent l'idée d'un voyage à Stuttgart. Cette conception « n'est pas seulement dynamique. Du récit de 1932, désormais enchâssé entre deux épisodes au présent, le spectateur en attend une clé à la situation de départ dont les mobiles sont laissés dans l'obscurité. Un second principe de récit - les flashes au statut imprécis dont le sens n'apparaît que progressivement - crée un suspense qui porte moins sur l'action elle-même que sur ses motivations : que cherche Henry ? Quelle blessure secrète l'anime ("Mes blessures ne sont pas cicatrisées, et chaque fois que l'Allemagne se rappelle à moi, c'est comme si on les frottait de sel", dit le héros de Fred Uhlman) ? Mais, il ne s'agit pas seulement d'une commodité stylistique. L'aventure qui nous est contée est, en effet, moins factuelle - que s'est-il passé en Allemagne en 1932 ? - que psychologique. Une plongée dans le passé est devenue, aujourd'hui, indispensable à Henry, tel un exorcisme, une cure psychanalytique. »[3]
- Comme dans Puzzle of a Downfall Child (1970) et, également, dans Scarecrow (1973), le retour vers un passé qu'il faut reconstituer, mettre à jour (recoller les morceaux) confirme une préoccupation majeure dans l'œuvre de Jerry Schatzberg.
- « Pour évoquer ces souvenirs, Schatzberg et son chef-opérateur Bruno de Keyzer [...] ont mis au point un procédé audacieux, mêlant couleur et noir et blanc. Cela donne une image presque monochrome, où se détachent certaines couleurs aux teintes passées [...] accentuant l'austérité, la rigueur du traitement qui jamais ne va solliciter l'émotion. »[4]
- Il s'agit du dernier film sur lequel a travaillé le célèbre décorateur Alexandre Trauner.